# SZ Crateris
SZ Crateris è una stella binaria situata nella costellazione del cratere, di magnitudine apparente + 8,57, dista circa 43 anni luce dal sistema solare.

## Caratteristiche del sistema
Le due componenti del sistema sono stelle di sequenza principale: la principale è una nana arancione e la sua classe spettrale è K4-V o forse K5-V, mentre la compagna è una debole nana rossa di classe M0V. Sono meno massicce del Sole e i loro raggi sono rispettivamente del 60% e del 42% di quello solare. Nel 1994 la loro separazione era di 5,1 secondi d'arco, che equivalgono a 112,41 UA.
La principale pare essere anche una variabile BY Draconis, con un periodo di variabilità di 11,58 giorni. L'età del sistema è stimata essere di circa 200 milioni di anni